# Округа субъектов Российской Федерации

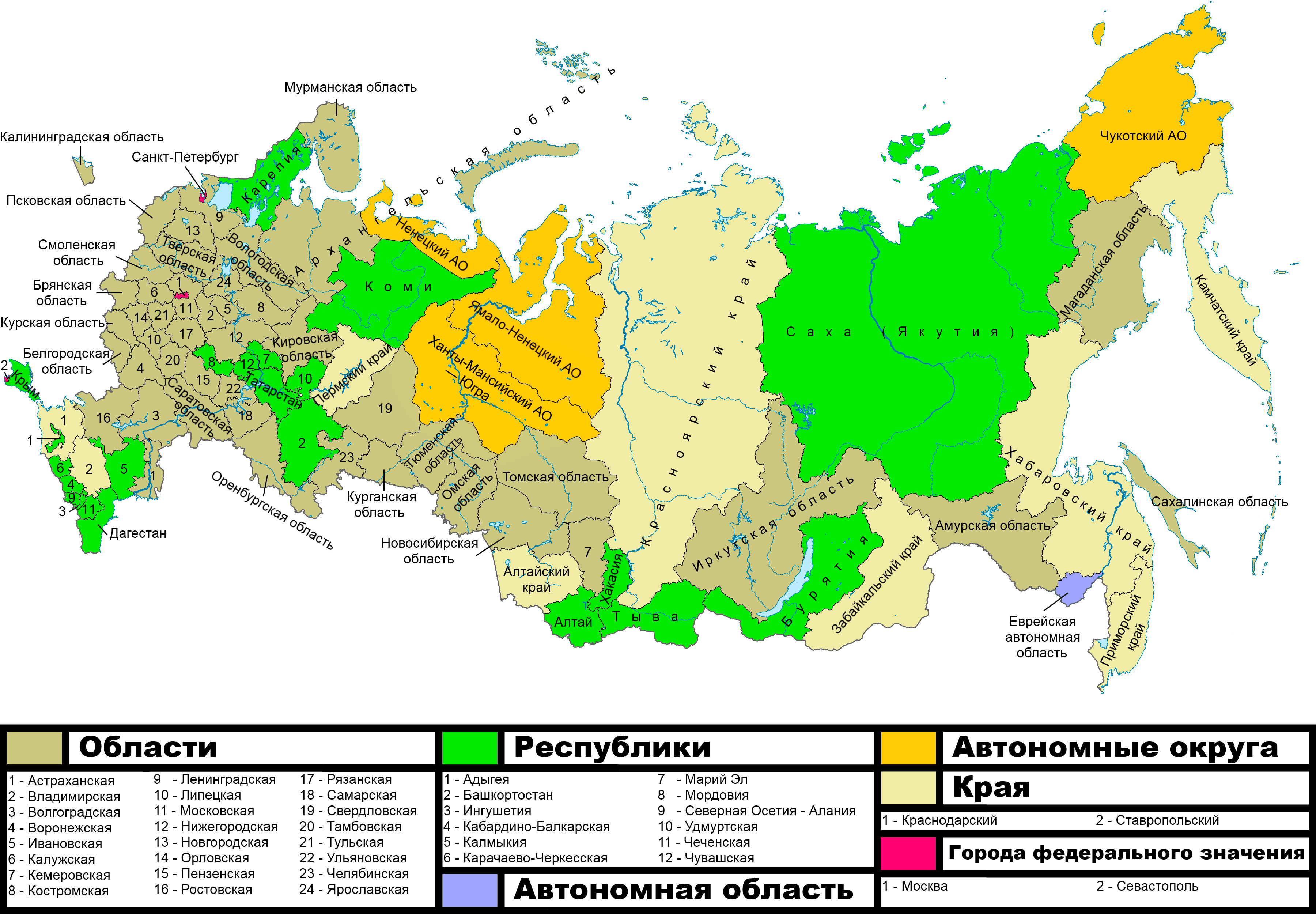

Округ — административно-территориальная единица второго уровня в составе субъекта Российской Федерации. В отличие от района или города республиканского (краевого, областного, окружного) значения (подчинения), не является регулярной.

## Общая информация

### Административные округа города федерального значения Москвы
Административные округа в составе города республиканского значения (с 1993 города федерального значения) Москвы были образованы в сентябре 1991 года и входящие в их состав муниципальные округа. 5 июля 1995 года муниципальные округа были заменены районами и посёлками с правами районов. В 2012 году на присоединённых территориях были образованы два новых административных округа с входящими в их состав поселениями, а посёлки с правами районов были преобразованы в районы.
Административные округа города Москвы являются территориальными единицами второго уровня классификации и на основании Постановления Госстандарта России от 31 июля 1995 года № 413 имеют в ОКАТО код 2.

### Округа прочих субъектов
С середины 1990-х и особенности с 2000-х в регионах Российской Федерации происходит образование административно-территориальных или территориальных единиц второго уровня со статусом округа:
- территории городов, реже посёлков городского типа, не входящих в административные районы, наделяются статусом округа (это преобразование возможно и с привязкой, и без привязки к муниципальному устройству);
- территории преобразованных районов наделяются статусом округа (данный тип преобразования совершенно отчётливо связывается с муниципальным устройством);
- отдельный случай — преобразование в 2000-х в процессе объединения регионов территорий автономных округов в административно-территориальные единицы с особым статусом округа (эти округа сохраняют внутреннее унаследованное от упразднённых субъектов Российской Федерации административно-территориальное устройство);
- наделение городских и, с 2019 года, муниципальных округов статусом административно-территориальных единиц (при этом возможно как сохранение, так и упразднение традиционного административно-территориального устройства).

Данный тип преобразований воспринимается не поддерживается в ОКАТО и далеко не всегда отражается в сведениях Росстата и АГКГН:
- округ в принципе как административно-территориальная единица не предусмотрен
  - округа на территории городов и посёлков городского типа, не входящих в административные районы, имеют код как города и посёлки городского типа республиканского (краевого, областного) значения (подчинения)
  - округа, образованные в результате преобразования районов, сохраняют маркировку как районы
  - административно-территориальные единицы с особым статусом имеют код 1, как автономные округа в составе субъектов Российской Федерации.

Наибольшие сложности возникают с отражением изменений в административно-территориальном устройстве с привязкой к муниципальному устройству.

## Список округов
Сокращения
| а.о. — административный округ; а.т.о. — административно-территориальная единица; г.а.о. — городской административный округ; г.к.з. — город краевого значения; г.о. — городской округ (как административно-территориальная единица); ГО — городской округ (как муниципальное образование); | ЗАТО — закрытое административно-территориальное образование; м.о. — муниципальный округ (как административно-территориальная единица); МО — муниципальный округ (как муниципальное образование); пгт — посёлок городского типа; р.г.о. — республиканский городской округ; рп — рабочий посёлок. |

### Республики
| Субъект федерации | Герб | Столица | Код субъекта | Код ОКАТО | Округа                                               | Соответствующие муниципальные образования |
| ----------------- | ---- | ------- | ------------ | --------- | ---------------------------------------------------- | ----------------------------------------- |
| Адыгея            |      | Майкоп  | 01           | 79        | 1. Адыгейский р.г.о. 2. Майкопский р.г.о. примечания | 1. ГО город Адыгейск 2. ГО город Майкоп   |

### Края
| Субъект федерации   | Герб | Административный центр    | Код субъекта | Код ОКАТО | Округа | Соответствующие муниципальные образования |
| ------------------- | ---- | ------------------------- | ------------ | --------- | --- | --- |
| Забайкальский край  |      | Чита                      | 75           | 76        | а.т.о. с особым статусом Агинский Бурятский округ 1. Агинский район 2. Дульдургинский район 3. Могойтуйский район примечания | 1. Агинский МР + ГО посёлок Агинское 2. Дульдургинский МР 3. Могойтуйский МР |
| Камчатский край     |      | Петропавловск- Камчатский | 41           | 30        | а.т.о. с особым статусом Корякский округ 1. Карагинский район 2. Олюторский район 3. Пенжинский район 4. Тигильский район примечания | 1. Карагинский район 2. Олюторский район 3. Пенжинский район 4. Тигильский район + ГО посёлок Палана |
| Красноярский край   |      | Красноярск                | 24           | 04        | 1. Пировский 2. Тюхтетский 3. Шарыповский примечания | 1. Пировский МО 2. Тюхтетский МО 3. Шарыповский МО |
| Пермский край       |      | Пермь                     | 59           | 57        | а.т.о. с особым статусом Коми-Пермяцкий округ 1. г.к.з. Кудымкар 2. Гайнский район 3. Косинский район 4. Кочёвский район 5. Кудымкарский район 6. Юрлинский район 7. Юсьвинский район примечания | 1. Кудымкарский ГО 2. Гайнский МО 3. Косинский МО 4. Кочёвский МО 5. Кудымкарский МО 6. Юрлинский МО 7. Юсьвинский МО |
| Ставропольский край |      | Ставрополь                | 26           | 07        | 1. г.о. город Ессентуки (г.к.з.) 2. г.о. город-курорт Железноводск (г.к.з.) 3. г.о. город-курорт Кисловодск (г.к.з.) 4. г.о. город Лермонтов (г.к.з.) 5. г.о. город Невинномысск (г.к.з.) 6. г.о. город-курорт Пятигорск (г.к.з.) 7. г.о. город Ставрополь (г.к.з.) 8. Благодарненский г.о. (район) 9. Георгиевский г.о. (район, г.к.з.) 10. Изобильненский г.о. (район) 11. Ипатовский г.о. (район) 12. Кировский г.о. (район) 13. Минераловодский г.о. (район, г.к.з.) 14. Нефтекумский г.о. (район) 15. Новоалександровский г.о. (район) 16. Петровский г.о. (район) 17. Советский г.о. (район) 18. Александровский м.о. (район) 19. Андроповский м.о. (район) 20. Апанасенковский м.о. (район) 21. Арзгирский м.о. (район) 22. Будённовский м.о. (район, г.к.з.) 23. Грачёвский м.о. (район) 24. Кочубеевский м.о. (район) 25. Красногвардейский м.о. (район) 26. Курский м.о. (район) 27. Левокумский м.о. (район) 28. Новоселицкий м.о. (район) 29. Предгорный м.о. (район) 30. Степновский м.о. (район) 31. Труновский м.о. (район) 32. Туркменский м.о. (район) 33. Шпаковский м.о. (район) примечания | 1. ГО город Ессентуки 2. ГО город-курорт Железноводск 3. ГО город-курорт Кисловодск 4. ГО город Лермонтов 5. ГО город Невинномысск 6. ГО город-курорт Пятигорск 7. ГО город Ставрополь 8. Благодарненский ГО 9. Георгиевский ГО 10. Изобильненский ГО 11. Ипатовский ГО 12. Кировский ГО 13. Минераловодский ГО 14. Нефтекумский ГО 15. Новоалександровский ГО 16. Петровский ГО 17. Советский ГО 18. Александровский МО 19. Андроповский МО 20. Апанасенковский МО 21. Арзгирский МО 22. Будённовский МО 23. Грачёвский МО 24. Кочубеевский МО 25. Красногвардейский МО 26. Курский МО 27. Левокумский МО 28. Новоселицкий МО 29. Предгорный МО 30. Степновский МО 31. Труновский МО 32. Туркменский МО 33. Шпаковский МО |

### Области
| Субъект федерации       | Герб | Административный центр                                | Код субъекта | Код ОКАТО | Округа | Соответствующие муниципальные образования |
| ----------------------- | ---- | ----------------------------------------------------- | ------------ | --------- | --- | --- |
| Амурская область        |      | Благовещенск                                          | 28           | 10        | 1. г.о. город Белогорск (город) 2. г.о. город Благовещенск (город) 3. г.о. город Зея (город) 4. г.о. город Райчихинск (город) 5. г.о. город Свободный (город) 6. г.о. город Тында (город) 7. г.о. город Шимановск (город) 8. г.о. рп (пгт) Прогресс (рп (пгт)) 9. г.о. ЗАТО Циолковский (ЗАТО) 10. Белогорский м.о. 11. Бурейский м.о. 12. Завитинский м.о. 13. Ивановский м.о. 14. Ромненский м.о. 15. Тындинский м.о. примечания                                                                                          | 1. ГО город Белогорск 2. ГО город Благовещенск 3. ГО город Зея 4. ГО город Райчихинск 5. ГО город Свободный 6. ГО город Тында 7. ГО город Шимановск 8. ГО рп (пгт) Прогресс 9. ГО ЗАТО Циолковский 10. Белогорский МО 11. Бурейский МО 12. Завитинский МО 13. Ивановский МО 14. Ромненский МО 15. Тындинский МО |
| Белгородская область    |      | Белгород                                              | 31           | 14        | 1. отсутствуют примечания | |
| Брянская область        |      | Брянск                                                | 32           | 15        | 1. Брянский г.а.о. 2. Клинцовский г.а.о. 3. Новозыбковский г.а.о. 4. Сельцовский г.а.о. примечания | 1. ГО город Брянск 2. ГО город Клинцы 3. Новозыбковский ГО (адм. ц.) 4. Сельцовский ГО |
| Воронежская область     |      | Воронеж                                               | 36           | 20        | 1. Борисоглебский г.о. 2. г.о. город Воронеж 3. г.о. город Нововоронеж примечания | 1. Борисоглебский г.о. 2. г.о. город Воронеж 3. г.о. город Нововоронеж |
| Иркутская область       |      | Иркутск                                               | 38           | 25        | а.т.о. с особым статусом Усть-Ордынский Бурятский округ 1. Аларский район 2. Баяндаевский район 3. Боханский район 4. Нукутский район 5. Осинский район 6. Эхирит-Булагатский район примечания | 1. Аларский МР 2. Баяндаевский МР 3. Боханский МР 4. Нукутский МР 5. Осинский МР 6. Эхирит-Булагатский МР |
| Калининградская область |      | Калининград                                           | 39           | 27        | 1. Балтийский г.о. (до 2010) 2. Светлогорский г.о. (до 2010) примечания | 1. Балтийский ГО 2. Светлогорский ГО |
| Ленинградская область   |      | Санкт-Петербург (не входит в состав области), Гатчина | 47           | 41        | 1. Сосновоборский г.о. | 1. Сосновоборский ГО |
| Нижегородская область   |      | Нижний Новгород                                       | 52           | 22        | 1. отсутствуют примечания | |
| Новосибирская область   |      | Новосибирск                                           | 54           | 50        | 1. г.о. город Бердск (г.о.з.) 2. г.о. город Искитим (г.о.з.) 3. г.о. город Новосибирск (г.о.з.) 4. г.о. город Обь (г.о.з.) 5. г.о. рп Кольцово (рп, наукоград) примечания | 1. ГО город Бердск 2. ГО город Искитим 3. ГО город Новосибирск 4. ГО город Обь 5. ГО рп Кольцово |
| Псковская область       |      | Псков                                                 | 60           | 58        | 1. а.о. город Великие Луки 2. а.о. город Псков примечания | 1. ГО город Великие Луки 2. ГО город Псков |
| Ростовская область      |      | Ростов-на-Дону                                        | 61           | 60        | 1. г.о. город Азов 2. г.о. город Батайск 3. г.о. город Волгодонск 4. г.о. город Гуково 5. г.о. город Донецк 6. г.о. город Зверево 7. г.о. город Каменск-Шахтинский 8. г.о. город Новочеркасск 9. г.о. город Новошахтинск 10. г.о. город Ростов-на-Дону 11. г.о. город Таганрог 12. г.о. город Шахты примечания | 1. ГО город Азов 2. ГО город Батайск 3. ГО город Волгодонск 4. ГО город Гуково 5. ГО город Донецк 6. ГО город Зверево 7. ГО город Каменск-Шахтинский 8. ГО город Новочеркасск 9. ГО город Новошахтинск 10. ГО город Ростов-на-Дону 11. ГО город Таганрог 12. ГО город Шахты |
| Смоленская область      |      | Смоленск                                              | 67           | 66        | 1. г.о. город Десногорск (до 2019) 2. г.о. город Смоленск (до 2019) примечания | 1. ГО город Десногорск 2. ГО город Смоленск |
| Тверская область        |      | Тверь                                                 | 69           | 28        | 1. Вышневолоцкий г.о. 2. Кашинский г.о. 3. г.о. город Кимры 4. Нелидовский г.о. 5. Осташковский г.о. 6. г.о. город Ржев 7. г.о. город Тверь 8. г.о. город Торжок 9. Удомельский г.о. 10. Андреапольский м.о. 11. Весьегонский м.о. 12. Западнодвинский м.о. 13. Краснохолмский м.о. 14. Лесной м.о. 15. Лихославльский м.о. 16. Молоковский м.о. 17. Оленинский м.о. 18. Пеновский м.о. 19. Рамешковский м.о. 20. Сандовский м.о. 21. Селижаровский м.о. 22. Спировский м.о. 23. ЗАТО Озёрный 24. ЗАТО Солнечный примечания | 1. Вышневолоцкий ГО 2. Кашинский ГО 3. ГО город Кимры 4. Нелидовский ГО 5. Осташковский ГО 6. ГО город Ржев 7. ГО город Тверь 8. ГО город Торжок 9. Удомельский ГО 10. Андреапольский МО 11. Весьегонский МО 12. Западнодвинский МО 13. Краснохолмский МО 14. Лесной МО 15. Лихославльский МО 16. Молоковский МО 17. Оленинский МО 18. Пеновский МО 19. Рамешковский МО 20. Сандовский МО 21. Селижаровский МО 22. Спировский МО 23. ГО ЗАТО Озёрный 24. ГО ЗАТО Солнечный |

### Города федерального значения
| Субъект федерации | Герб | Административный центр | Код субъекта | Код ОКАТО | Округа | Соответствующие внутригородские муниципальные образования                                                                               |
| ----------------- | ---- | ---------------------- | ------------ | --------- | --- | --- |
| Москва            |      | Москва                 | 77           | 45        | 1. Восточный а.о. 2. Западный а.о. 3. Зеленоградский а.о. 4. Северный а.о. 5. Северо-Восточный а.о. 6. Северо-Западный а.о. 7. Центральный а.о. 8. Юго-Восточный а.о. 9. Юго-Западный а.о. 10. Южный а.о. 11. Новомосковский а.о. 12. Троицкий а.о. примечания | 1. 16 МО 2. 13 МО 3. 5 МО 4. 16 МО 5. 17 МО 6. 8 МО 7. 10 МО 8. 16 МО 9. 12 МО 10. 12 МО 11. 10 поселений + 1 ГО 12. 9 поселений + 1 ГО |